# Paramount Global Content Distribution
Paramount Global Content Distribution — международное телевизионное дистрибьюторское подразделение американского медиаконгломерата Paramount Global, первоначально созданное в 1962 году как международное дистрибьюторское подразделение Desilu Productions. С продажей Desilu компании Gulf+Western, которая в то время владела киностудией Paramount Pictures, в 1968 году это подразделение превратилось в первый набег Paramount на международную телевизионную индустрию в 1970-х годах.
Подразделение занимается распространением телевизионного контента из библиотек Paramount Media Networks, Paramount Television Studios, CBS Studios, CBS Media Ventures, Showtime Networks и Paramount+.